# Alopecosa thaleri
Alopecosa thaleri este o specie de păianjeni din genul Alopecosa, familia Lycosidae, descrisă de Hepner și Hannes F. Paulus în anul 2007.
Este endemică în Insulele Canare. Conform Catalogue of Life specia Alopecosa thaleri nu are subspecii cunoscute.